# Bob (spil)
 For alternative betydninger, se Bob. (Se også artikler, som begynder med Bob)
Bob er et spil, som ligner det finske Korona og det svenske Couronne, der menes at være udviklet fra det amerikanske version af den indiske Carrom i starten af det 20. århundrede.[kilde mangler]

## Bestanddele
- en kvadratisk plade – ca. 88 cm på hver led – med forhøjede kanter (bander) og huller tæt ved de fire hjørner. Parallelt med kanterne har pladen røde linjer, forbundet af små cirkler i hjørnerne. Midt på pladen er der en stor cirkel.
- Et stativ til spillepladen kan fås som ekstra tilbehør.
- 2 køer, som man støder med. De er ca. 87 cm lange, altså noget kortere end en billardkø og uden dup.
- 32 brikker (træringe) – 15 grønne, 15 røde og 2 sorte, der er lidt større end de andre. En sort brik kaldes en ko.

Spillepladen lægges op på stativet eller på et bord. Inden pladen tages i brug, gnides den med kartoffelmel eller talkum, så brikkerne glider lettere.
Der spilles mellem to hold, der har henholdsvis de grønne og de røde brikker. Hvert hold har en kø og en ko. Spillet går ud på at støde med køen til koen, så holdets brikker ender i hullerne.

## Basisregler
Bobsporten i Danmark har ingen landsdækkende organisation, der kan fastlægge et sæt autoriserede spilleregler. Forskellige spillemiljøer, eventmagere, spilforhandlere og -udlejere har på nettet publiceret egne regelsæt, som i detaljerne afviger en del fra hinanden. Nedenstående er de basisregler, som der er nogenlunde enighed om. Derefter følger nogle alternative og supplerende regler, som man kan tilvælge for at gøre spillet mere eller mindre kompliceret.

### Stødet
Koen er kun på banen, når man skal støde. Den skal placeres på spillerens stødlinje, som er den nærmeste røde linje samt de to tilgrænsende hjørnecirkler. Spilleren skal under stødet holde køen over egen bande, og den må ikke overskride pladens diagonallinje.
Hvis man kikser stødet og kun snitter koen, gælder det som et stød, hvis koen har forladt stødlinjen.
Hvis en brik af ens egen farve ligger på stødlinjen således at man kan kan se pladens røde streg gennem hullet i brikken, har man en bob, som man må støde til direkte uden at anvende koen.

### Antal spillere
Der kan være 2-4 spillere. Ved 4 spillere har hvert hold 2 spillere, som har modsatte stødlinjer. Ved 3 spillere har de 2, der er på samme hold, modsatte stødlinjer, og den tredje, der spiller alene, bruger i den rigtige rækkefølge de to andre modsatte stødlinjer.
Ved 2 spillere er der flere mulige varianter med forskellig sværhedsgrad:
- Den letteste variant er, at hver spiller må benytte to modsatte stødlinjer.
- Den mest almindelige variant er, at hver spiller har to sammenhængende stødlinjer. Det betyder, at der i hjørnet mellem de to stødlinjer er en død vinkel, hvor der kan ligge brikker, som er bag begge stødlinjer og derfor kun kan rammes med et nakkestød via en bande.
- Den sværeste variant er, at hver spiller kun har én stødlinje. Alle brikker bag den kan så kun rammes med nakkestød.

Hertil kommer varianten Rundt om bordet, hvor man kun har én stødlinje, men roterer med uret efter hvert stød. Eller man roterer efter at begge hold har haft tur.

### Udlæg
De grønne og røde brikker lægges i midtercirklen og blandes godt. Der foretages udlæg (spredning) ved at 2 spillere lægger deres ko midt på stødlinjerne overfor hinanden, tæller ned 3-2-1-nu og på "nu" støder koen kraftigt ind i brikkerne. Hvis der ved spredningen er brikker, der ryger i hul eller udenfor pladen, lægges de tilbage i midtercirklen.

### Farvevalg
Der trækkes lod om, hvem der skal starte. Det hold, der ikke skal starte, vælger til gengæld side(r) at spille fra. Hvis der er 2 spillere på et hold, vælger de selv hvem af dem der skal spille først. Farvevalget foregår nu ved at den spiller, der skal starte, forsøger at støde en brik i hul. Hvis det lykkes, får hans hold denne briks farve, og han må fortsætte turen. Hvis det mislykkes, går turen videre på normal vis indtil en spiller skyder en brik i hul og holdenes farver dermed er bestemt. Hvis den spiller, der først skyder en brik i hul, skyder både en grøn og en rød brik i hul samtidig, må spilleren vælge farve.

### Selve spillet
Man må gerne bruge bander og den andens brikker til at få sine brikker i hul. Det betragtes dog som usportsligt at skyde til modstanderens brikker bare for at placere dem dårligt.
Skyder man en eller flere af sine egne brikker i hul, får man et nyt stød, ellers går turen videre til modstanderen. Skyder man en eller flere af modstanderens brikker i hul, giver det hverken straf eller nyt stød - man har bare hjulpet modstanderen.

### Straf
Skyder man koen i hul eller skyder man en brik udenfor pladen, mister man sin tur, også selv om man samtidig skyder en af sine egne brikker i hul.
Hvis det er koen, der er røget i hul eller udenfor pladen, må modstanderen tage to af ens farvede brikker op fra hullerne og placere dem inden for midtercirklen. Det gælder også, hvis spilleren i samme stød har sendt sin sidste brik i hul. Hvis der kun er én brik i hullerne, tages den op, og man kommer ikke til at "skylde", selvom der ikke er to brikker at tage op.
Hvis det er en farvet brik, der er røget udenfor, anbringes den i hjørnet nærmest ved det sted, hvor den røg ud.
Brikker, der således tages op, må gerne stables oven på brikker af samme farve.

### Genplacering
Hvis en brik falder i hul eller et tårn af stablede brikker vælter uden at de har været impliceret i et stød, altså udelukkende pga. spillepladens rystelser, skal de genplaceres.
Hvis en farvet brik har lagt sig oven på koen, skal den placeres samme sted på pladen efter at koen er fjernet (denne sjældne situation kan især forekomme, hvis man skyder på et tårn af stablede brikker).

### Slut
Vinderen er det hold, der først får alle brikker i hul. Hvis det er det hold, der har startet, får det andet hold dog en sidste tur, og hvis det her lykkes at få de sidste brikker i hul, er matchen uafgjort. Hvis det samme stød sender både den sidste grønne og den sidste røde brik i hul, er matchen også uafgjort.

## Alternative og supplerende regler
- Spil om start: I stedet for at trække lod om hvem der skal starte, kan man - inden udlægget - støde om det ved at to spillere samtidig foretager et nakkestød fra samme stødlinje. Den hvis brik kommer tilbage og ligger nærmest ved stødlinjen, skal så starte.
- Grøn starter: I stedet for at trække lod hvem der skal starte, trækker man lod om farven, og så starter grøn altid.
- Opsparing af ture: Man får ekstra ture ved at skyde mere end en af sine egne brikker i hul i samme stød. De ekstra ture skal bruges så hurtigt som muligt. Dog kan man ikke fortsætte, hvis man har stødt koen i hul, men man bevarer sine opsparede ture.
- Puster: En puster er en brik, der hænger ud over et hul således at man kan se ned i hullet gennem brikkens hul. En af de mest omdiskuterede regler i Bob er, at man må puste sådan en brik i hul.
- Ingen nakkestød: Behovet for nakkestød fjernes ved at en spillers brikker, der havner bag hans stødlinje(r), skal flyttes til midtercirklen og placeres af modstanderen (reglen træder først i kraft, når farven er bestemt).
- Færre eller flere brikker: Spillet kan afkortes ved fx kun at have 10 brikker af hver farve eller det kan forlænges ved at forøge antallet af brikker. Der kan ligge op til 2*21 brikker i midtercirklen.
- Lyn-Bob: Med tidsbegrænsning, hvor man fx kun har 3 sekunder til at støde.

## Carrom
Carrom-brættet måler 74x74 cm og er omgivet af en tyk og svær ramme af rosentræ, mahogni eller en lignende hård træsort, som bevirker et godt rekyl, når brikkerne støder mod kanten. Hullerne er mindre og går helt ud i hjørnerne. Pladen på et turneringsdygtigt Carrom-spil er af tyk (ofte 16-20 mm) fineret spånplade eller krydsfiner, som undertiden på undersiden er forsynet med tværforstærkninger, som skal modvirke, at pladen deformeres under indvirkning af luftfugtighed eller temperatursvingninger. Sådanne Carrom-spil kan være meget tunge og dyre. Der afholdes internationale mesterskaber i denne sport.
Carrom spilles uden kø og beskrives også som fingerbillard, fordi brikkerne sendes afsted med fingrene. Amerikansk Carrom har større huller og mindre brikker og spilles ofte med kø. Korona og Couronne spilles også med kø og på en plade, der ligner den danske. I Couronne har hvert hold også 15 brikker, der i starten samles i midtercirklen. I Korona har hver spiller 8 brikker, der samles på række langs den modsatte bande.